# Mörbisch am See
Mörbisch am See (Hongaars: Fertőmeggyes) is een gemeente in de Oostenrijkse deelstaat Burgenland, gelegen in het district Eisenstadt-Umgebung. De gemeente heeft ongeveer 2300 inwoners.

## Geografie
Mörbisch am See heeft een oppervlakte van 28,5 km². Het ligt in het uiterste oosten van het land.

## Grensdorp
Mörbisch is het grensdorp van Burgenland met Hongarije. Vóór 1989 was dit hier het "IJzeren Gordijn", dat op 1500 meter voorbij het dorp lag. Hier stond men voor een gesloten slagboom. Men kon toen de grensposttorens zien staan, verspreid over elk een kilometer, die de grenslijn Oostenrijk-Hongarije duidelijk markeerden. Over de vlakte stonden aan de Oostenrijkse kant rood-witte paaltjes op een tiental meter afstand van een echte ijzeren haagdraad met daarboven rollen prikkeldraad. Over de Hongaarse puszta was in de nabijheid van de grens geen enkel huis te bespeuren. Dat was werkelijk "niemandsland". Heel in de verte lag het Hongaarse dorp Albèrtkeszmétpuszta. Op de wachttorens stonden Hongaarse grenswachters met de mitrailleurs in de handen.
Toen moest men geldige papieren, paspoorten en visums hebben om over de grens te gaan. Nu heden ten dage zijn alle prikkeldraad en ijzeren hegversperringen verdwenen en de wachttorens verlaten. Men kan er zelfs inklimmen. De weg van Mörbisch naar Albèrtkeszmétpuszta en Sopron, ligt nu ongehinderd open voor verkeer. In november 1956 zijn hier vele Hongaren over de grens en door de Neusiedler Meer naar het Westen gevlucht, na de mislukte Hongaarse Opstand tegen de Sovjets.
In 1989 vlak voor de val van de muur, zijn er 700 mensen vanuit de DDR tijdens hun vakantie in Sopron (Hongarije) naar Mörbisch am See (Oostenrijk) gevlucht. Hierna werd besloten om de DDR mensen oogluikend te laten vluchten. Er waren toen alleen maar dienstplichtige soldaten, die door de plaatselijke bevolking wijn en sigaretten toegespeeld kregen, met de bedoeling om de vluchtelingen door te laten. Ook Nederlanders, die op vakantie waren, hebben toentertijd aan de grens gezeten om de vluchtelingen er op te wijzen dat er geen Duitsers waren. Aan de hand van het accent konden de vluchtelingen horen dat er geen DDR soldaten zaten. Eigenlijk was dit het begin van de val van de muur.

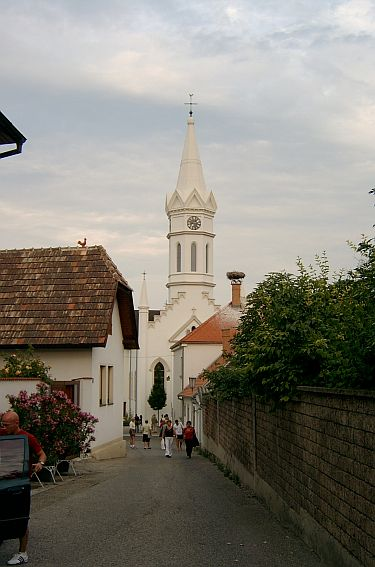
Kerk van Mörbisch

Breitenbrunn am Neusiedler See · Donnerskirchen · Großhöflein · Hornstein · Klingenbach · Leithaprodersdorf · Loretto · Mörbisch am See · Müllendorf · Neufeld an der Leitha · Oggau am Neusiedler See · Oslip · Purbach am Neusiedler See · Sankt Margarethen im Burgenland · Schützen am Gebirge · Siegendorf · Steinbrunn · Stotzing · Trausdorf an der Wulka · Wimpassing an der Leitha · Wulkaprodersdorf · Zagersdorf · Zillingtal
- Gemeinsame Normdatei: 4279076-1
- Nationale Bibliotheek van Israël: 987011415871905171
- Virtual International Authority File: 239572077
- WorldCat: E39PCjwRPrv6tKxQmvhyrCtWKq